# Pojezierze Sejneńskie
Pojezierze Sejneńskie este o arie protejată (sit de importanță comunitară — SCI) din Polonia întinsă pe o suprafață de 13.630,94 ha, integral pe uscat.

## Localizare
Centrul sitului Pojezierze Sejneńskie este situat la coordonatele 54°07′11″N 23°25′26″E / 54.1197°N 23.424°E.

## Înființare
Situl Pojezierze Sejneńskie a fost declarat sit de importanță comunitară în august 2007 pentru a proteja 6 specii de plante și 9 specii de animale.

## Biodiversitate
Situată în ecoregiunea continentală, aria protejată conține 16 habitate naturale: Ape puternic oligomezotrofe cu vegetație bentonică cu Chara spp., Lacuri eutrofice naturale cu vegetație de tip Magnopotamion sau Hydrocharition, Lacuri și iazuri distrofice naturale, Cursuri de apă de la nivel de câmpie la nivel montan, cu vegetație Ranunculion fluitantis și Callitricho-Batrachion, Pajiști uscate europene, Pajiști calcaroase din nisipuri xerice, Pajiști uscate seminaturale și facies de acoperire cu tufișuri pe substraturi calcaroase (Festuco-Brometalia) (* situri importante pentru orhidee), Formațiuni ierboase bogate în specii de Nardus, dezvoltate pe substraturi silicioase în zone montane (și în zone submontane, în Europa continentală), Fânețe de joasă altitudine (Alopecurus pratensis, Sanguisorba officinalis), Turbării active, Mlaștini turboase de tranziție și turbării mișcătoare, Mlaștini calcaroase cu Cladium mariscus și specii de Caricion davallianae, Mlaștini alcaline, Păduri de stejar și carpen Galio-Carpinetum, Mlaștini împădurite, Păduri aluvionare cu Alnus glutinosa și Fraxinus excelsior (Alno-Padion, Alnion incanae, Salicion albae).
La baza desemnării sitului se află mai multe specii protejate:
- plante (6): turiță (Agrimonia pilosa), Hamatocaulis vernicosus, moșișoare (Liparis loeselii), dedițelul (Pulsatilla patens), ochii-șoricelului (Saxifraga hirculus), Thesium ebracteatum
- amfibieni (2): buhai de baltă cu burta roșie (Bombina bombina), triton cu creastă (Triturus cristatus)
- mamifere (3): lupul (Canis lupus), castor (Castor fiber), vidră de râu (Lutra lutra)
- pești (3): zvârluga (Cobitis taenia), țipar (Misgurnus fossilis), boarță (Rhodeus amarus)
- reptile (1): țestoasa de baltă (Emys orbicularis)